# Gameloft
Gameloft è un editore internazionale e sviluppatore di videogiochi per console portatili, cellulari e console con sede in Francia e uffici siti globalmente.
Ha oltre 3600 dipendenti distribuiti nel mondo; nel 2005 ha consolidato i suoi guadagni con un reddito pari a 20,4 milioni di euro, con un incremento del 134% rispetto all'anno precedente e vanta una rete di distribuzione in oltre 80 Paesi.

## Storia
La società fu fondata nel 1999 dalla famiglia Guillemot come società sussidiaria di Ubisoft Entertainment, con accordi commerciali stipulati con Longtail Studios, Universal Pictures, Paramount Studios, Dreamworks, Vans, Derek Jeter, Vijay Singh e Geoff Rowley.
Inizialmente la compagnia si è dedicata allo sviluppo di giochi per Console portatili e Cellulari, per estendere successivamente il suo settore alle Console quali Sony PlayStation 3, Nintendo DSi, Wii, Xbox 360, iPhone e Smartphone equipaggiati con sistema operativo Windows Mobile e Android e IOS.

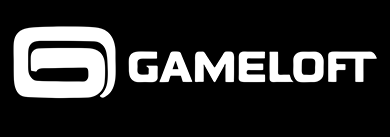
Logo Recente

Grazie agli innumerevoli accordi di licenza quali UNO, Ferrari, Shrek, CSI, Spider-Man e Brothers in Arms, Gameloft ha dato vita ad importanti collaborazioni con diversi brand. Oltre alle partnership, Gameloft ha creato e sviluppato alcuni brand di proprietà come Real Football, Asphalt, N.O.V.A. Near Orbit Vanguard Alliance e Brain Challenge.
A gennaio 2010 la società ha dichiarato di aver venduto 10 milioni di titoli tramite App Store e successivamente durante la presentazione di iPad ha mostrato N.O.V.A. Near Orbit Vanguard Alliance, uno dei primi giochi disponibili per il tablet di Apple.

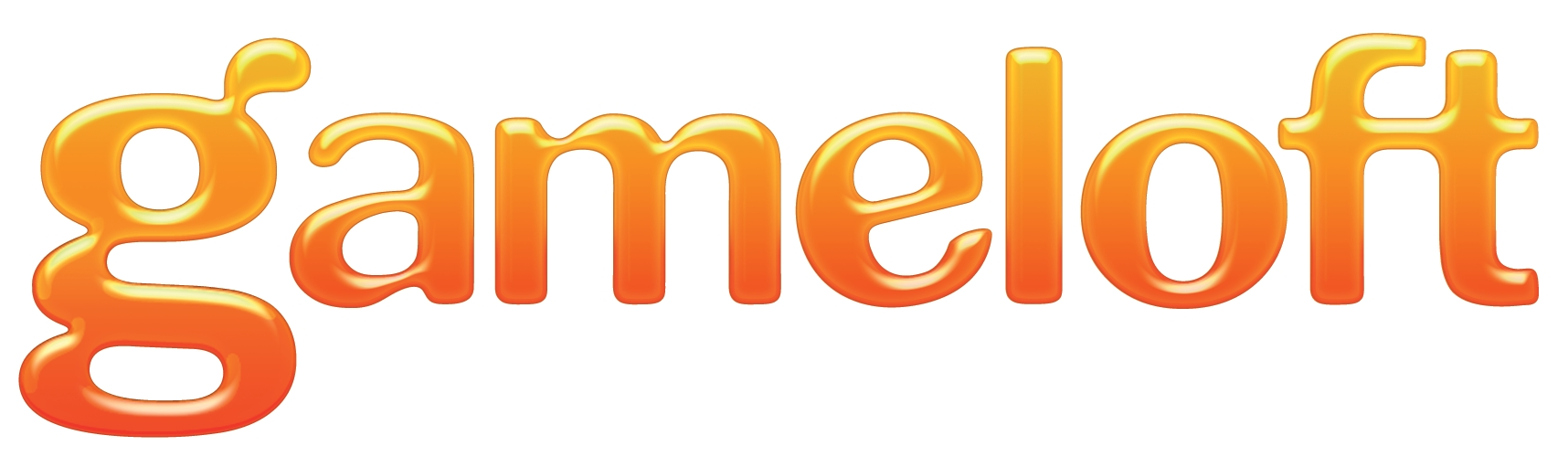
Logo precedentemente usato

## Videogiochi sviluppati dalla Gameloft

### 2002
- Rayman Bowling
- Rayman Golf

### 2003
- 1000 Words
- 2004 Real Football
- 2005 Real Football
- 2006 Real Football
- 2006 Real Football 3D
- Chessmaster
- Common Sense
- Deal Or No Deal (U.K.)
- Guitar Legend: Get on Stage
- Las Vegas Nights
- Lumines Mobile
- Might & Magic
- New York Nights: Success in the City
- Nightmare Creatures
- Piler
- Prince of Persia: The Sands of Time
- Prince of Persia: Warrior Within
- Rayman 3
- Real Football 2007
- Real Football 2007 3D
- Real Football 2008
- Solitaire
- Speed Devils
- Spring Break
- Tom Clancy's Ghost Recon: Jungle Storm (U.S.)
- Tom Clancy's Rainbow Six 3
- Tom Clancy's Splinter Cell
- Tom Clancy's Splinter Cell: Pandora Tomorrow
- XIII
- Modern Combat VI

### 2004
- Asphalt Urban GT (15 Nov. 04)
- Block Breaker Deluxe

### 2005
- Tom Clancy's Splinter Cell Chaos Theory (Mar. 05)
- Medieval Combat: Age of Glory (Giu. 05)
- Massive Snowboarding 3D (Ago. 05)
- Brothers in Arms Earned in Blood (Ago. 05)
- Midnight Hold’em Poker (Set. 05)
- Prince of Persia: I due troni (Ott. 05)
- Asphalt Urban GT 2
- Totally Spies! Il gioco mobile (Nov. 05)
- Mystery Mansion Pinball (Nov. 05)
- King Kong Il gioco ufficiale per cellulare del film (Nov. 05)

### 2006
- And 1 Street Basketball (Feb. 06)
- Platinum Sudoku (Mar. 06)
- Midnight Billiard 3D (Apr. 06)
- Brothers in Arms: Earned in Blood 3D (Apr. 06)
- Platinum Kakuro (Lug. 06)
- Diamond Rush (Lug. 06)
- Tropical Madness (Ago. 06)
- Tom Clancy’s Splinter Cell Double Agent (Ago. 06)
- The O.C. (Ago. 06)
- Midnight Casino (Ago. 06)
- Boog & Elliot - A caccia di amici - Open Season (Ago. 06)
- Air Strike 1944 (Ago. 06)
- Naval Battle: Mission Commander (Set. 06)
- Miami Nights: Singles in the City (Set. 06)
- Dogz (Set. 06)
- Brain Challenge L'Allena-Mente (Set. 06)
- Midnight Hold'em Poker 3D (Ott. 06)
- King Kong Flipper (Ott. 06)
- Gangstar: Crime City (Ott. 06)
- Asphalt 3: Street Rules (Ott. 06)
- Scuola d’equitazione (Nov. 06)
- Rayman Raving Rabbids (Nov. 06)
- Pro Golf 2007 feat. Vijay Singh (Nov. 06)
- Pro Golf 2007 £d feat. Vijay Singh (Nov. 06)
- Bubble Bash (Nov. 06)
- Tom Clancy's Rainbow Six Vegas (Dic. 06)
- Domino Fever (Dic. 06)

### 2007
- LOST: Il gioco ufficiale (Gen. 07)
- Desperate Housewives (Gen. 07)
- Asphalt 3: Street Rules 3D (Feb. 07)
- Rayman Kart (Mar. 07)
- Ghost Recon 2 (Mar. 07)
- Football Party (Apr. 07)
- Catz (Apr. 07)
- Surf's Up - I re delle onde (Mag. 07)
- Shrek terzo: il gioco mobile ufficiale (Mag. 07)
- Rock 'n' Blocks (Mag. 07)
- Pirati Dei Sette Mari (Mag. 07)
- Driver L.A. Undercover (Mag. 07)
- Dogz 3D (Mag. 07)
- Big Range Hunting (Mag. 07)
- Affari tuoi (Mag. 07)
- Rise of Lost Empires (Giu. 07)
- Platinum Mahjong (Giu. 07)
- Paris Hilton's Diamond Quest (Giu. 07)
- Midnight Bowling 3D (Giu. 07)
- Divertiti con l'inglese (Giu. 07)
- Die Hard - Vivere o morire: Il gioco per cellulare (Giu. 07)
- Crazy Campus (Giu. 07)
- Minigolf Revolution: Pirate Park (Lug. 07)
- Bikini Volleyball (Lug. 07)
- Turbo Jet Ski 3D (Ago. 07)
- Salta in Mente! (Ago. 07)
- Real Rugby (Ago. 07)
- Might and Magic II (Ago. 07)
- Pro Rally Racing (Set. 07)
- Pop Superstar: Diventa una stella! (Set. 07)
- Petz (Set. 07)
- CSI: Il gioco per cellulare (Set. 07)
- CSI: Miami (Set. 07)
- 1 contro 100 (Set. 07)
- XIII²: Identità Perduta (Ott. 07)
- Real Football: Manager Edition (Ott. 07)
- NitroStreet Racing (Ott. 07)
- La leggenda di Beowulf: Il gioco per cellulare (Ott. 07)
- Heroes: Il gioco mobile (Ott. 07)
- Assassin's Creed (Ott. 07)
- Million Dollar Poker con Gus Hansen (Nov. 07)
- Megacity Empire: New York (Nov. 07)
- Las Vegas Nights: Temptations in the City (Nov. 07)
- Crazy Taxi 3D (Nov. 07)
- Brain Challenge vol.2: Antistress (Nov. 07)
- Prince of Persia Classic (Dic. 07)
- Off-Road Dirt Motocross (Dic. 07)

### 2008
- Guitar Rock Tour (Gen. 08)
- Grey's Anatomy Il gioco per cellulare (Gen. 08)
- Diamond Twister (Gen. 08)
- The Settlers (Feb. 08)
- Midnight Freccette (Feb. 08)
- Brothers In Arms: Art of War (Feb. 08)
- New York Nights 2: Friends for Life (Apr. 08)
- Midnight Bowling 2 (Apr. 08)
- Ferrari World Championship (Apr. 08)
- Block Breaker Deluxe 2 (Apr. 08)
- NBA Smash! (Mag. 08)
- Midnight Billiard 2 (Mag. 08)
- KO Fighters (Mag. 08)
- Asphalt 3: Street Rules HD (Mag. 08)
- Abracadaball (Mag. 08)
- Soul of Darkness (Lug. 08)
- Real Football 2009 (Lug. 08)
- Pocket Chef (Lug. 08)
- La mummia - La tomba dell'Imperatore Dragone (Lug. 08)
- Assassin's Creed HD (Lug. 08)
- Asphalt 4: Elite Racing HD (Lug. 08)
- Asphalt 4: Elite Racing (Lug. 08)
- Dogz 2 (Ago. 08)
- Death Race: Corsa Mortale (Ago. 08)
- Chuck Norris: Azione Letale (Ago. 08)
- Wonder Blocks (Set. 08)
- Real Football: Manager Edition 2009 (Set. 08)
- Prince of Persia HD (Ott. 08)
- Prince of Persia (Ott. 08)
- NBA Pro Basketball 2009 (Ott. 08)
- Far Cry 2 (Ott. 08)
- Castle of Magic (Ott. 08)
- CSI: NY (Ott. 08)
- Shrek Party TM (Nov. 08)
- Gangstar 2: Kings of L.A. (Nov. 08)
- Ferrari GT: Evolution HD (Nov. 08)
- Ferrari GT: Evolution (Nov. 08)
- Zombie Infection (Dic. 08)
- UNO (Dic. 08)
- Hero of Sparta (Dic. 08)

### 2009
- Rayman Raving Rabbids TV Party (Gen. 09)
- Platinum Solitaire 2 (Gen. 09)
- Paris Nights (Gen. 09)
- Coppia o Scoppia (Gen. 09)
- American Gangster: Il gioco per cellulare (Gen. 09)
- Real Football 2009 HD (Feb. 09)
- Texas Hold'em Poker (Mar 09)
- Platinum Sudoku 2 (Mar 09)
- Una notte al museo 2 - La fuga (Apr. 09)
- Pro Golf 2010 World Tour (Apr. 09)
- Terminator Salvation (Mag. 09)
- Ferrari World Championship 2009 (Mag. 09)
- Spider-Man: Toxic City HD (Giu. 09)
- Spider-Man: Toxic City (Giu. 09)
- Sonic Unleashed (Giu. 09)
- Roland-Garros 2009 (Giu. 09)
- DJ Mix Tour (Giu. 09)
- Bubble Bash 2 (Giu. 09)
- NitroStreet Racing 2 (Lug. 09)
- Miami Nights 2: The City is Yours! (Lug. 09)
- Guitar Rock Tour 2 (Lug. 09)
- Cops L.A. Police (Lug. 09)
- Real Football Manager Edition 2010 (Set. 09)
- Real Football 2010 (Set. 09)
- GT Racing: Motor Academy (Set. 09)
- NBA Pro Basketball 2010 (Ott. 09)
- Loris Capirossi: Pro Moto Racing (Ott. 09)
- Asterix e Obelix da Cleopatra (Ott. 09)
- Assassin's Creed II (Ott. 09)
- Tom Clancy's H.A.W.X. (Nov. 09)
- Sherlock Holmes: Il gioco ufficiale del film (Nov. 09)
- Brain Challenge 3: il nuovo Allena-Mente! (Nov. 09)
- Earthworm Jim (Dic. 09)
- N.O.V.A. Near Orbit Vanguard Alliance (Dic. 09)
- Avatar di James Cameron (Dic. 09)

### 2010
- Carnival Land (Gen. 10)
- Avalanche Snowboarding (Gen. 10)
- Sonic & SEGA All-Stars Racing (Feb. 10)
- Crazy Taxi (Feb. 10)
- Tom Clancy's Splinter Cell Conviction (Apr. 10)
- Iron Man 2 (Apr. 10)
- Blokus (Apr. 10)
- Shrek: E vissero felici e contenti - Il gioco per cellulari (Mag. 10)
- Let's Go Bowling ! (Giu. 10)
- Predators (Lug. 10)
- NFL 2011 (Lug. 10)
- Let's Golf! (Lug. 10)
- High School - Vita da liceo (Lug. 10)
- Lost Planet 2 (Ago. 10)
- Jurassic Park (Ago. 10)
- Dove è Wally? a Hollywood (Set. 10)
- Coppia o Scoppia 2 (Set. 10)
- CSI: Miami Il gioco per cellulari, episodio 2 (Set. 10)
- UNO Spin (Ott. 10)
- Mega Tower Assault (Ott. 10)
- Gangstar: Miami Vindication (Ott. 10)
- Assassin's Creed Brotherhood (Ott. 10)
- Le cronache di Narnia: Il viaggio del veliero (Nov. 10)
- Zombie Infection 2 (Dic. 10)
- Sally's Studio (Dic. 10)

### 2011
- Vampire Romance (Gen. 11)
- Texas Hold'em Poker 2 (Gen. 11)
- Platinum Solitaire 3 (Gen. 11)
- N.O.V.A. 2 Near Orbit Vanguard Alliance (Feb. 11)
- My Life in New York (Mar. 11)

### iPod

#### 2007
- Brain Challenge (Dic. 07)

#### 2008
- Block Breaker Deluxe (Gen. 08)
- Naval Battle: Mission Commander (Feb. 08)
- Chess & Backgammon Classics (Feb. 08)
- Bubble Bash (Feb. 08)
- UNO (Lug. 08)
- Real Football 2009 (Lug. 08)
- Mystery Mansion Pinball (Ago. 08)
- CSI: Miami (Set. 08)
- Wonder Blocks (Dic. 08)
- Asphalt 4: Elite Racing (Dic. 08)

### iPhone e iPod Touch

#### 2008
- Real Football 2009 (Lug. 08)
- Platinum Solitaire (Lug. 08)
- Diamond Twister (Lug. 08)
- Bubble Bash (Lug. 08)
- Brain Challenge – L’Allena-Mente (Lug. 08)
- Chess Classics (Ago. 08)
- Asphalt 4: Elite Racing (Ago. 08)
- Block Breaker Deluxe 2 (Set. 08)
- Midnight Pool (Ott. 08)
- UNO (Nov. 08)
- TV Show King Online (Nov. 08)
- Midnight Bowling (Nov. 08)
- Guitar Rock Tour (Nov. 08)
- CSI: Miami (Nov. 08)
- Hero of Sparta (Dic. 08)
- Ferrari GT: Evolution (Dic. 08)
- Brothers in Arms: Hour of Heroes (Dic. 08)

#### 2009
- Wild West Guns (Feb. 09)
- The Oregon Trail: Avventura nel West (Mar. 09)
- Let's Golf (Mar. 09)
- Siberian Strike (Apr. 09)
- Assassin's Creed - Altaïr's Chronicles (Apr. 09)
- Terminator Salvation (Mag. 09)
- New York Nights: Success in the City (Mag. 09)
- Rise of Lost Empires (Giu. 09)
- Real Tennis 2009 (Giu. 09)
- DJ Mix Tour (Giu. 09)
- Castle of Magic (Giu. 09)
- Guitar Rock Tour 2 (Ago. 09)
- Gangstar: West Coast Hustle (Ago. 09)
- Real Football 2010 (Set. 09)
- Modern Combat: Sandstorm (Set. 09)
- Dungeon Hunter (Set. 09)
- Brain Challenge 2 – Il nuovo Allena-Mente (Set. 09)
- Blades of Fury (Set. 09)
- Alone at War (Set. 09)
- Shrek Kart (Ott. 09)
- Earthworm Jim (Ott. 09)
- Derek Jeter Real Baseball (Ott. 09)
- Banker Wars: Attacco alla Casa Bianca (Ott. 09)
- The Settlers (Nov. 09)
- Skater Nation (Nov. 09)
- Rogue Planet (Nov. 09)
- Castle Frenzy (Nov. 09)
- Asphalt 5 (Nov. 09)
- Tom Clancy's H.A.W.X. (Dic. 09)
- N.O.V.A. - Near Orbit Vanguard Alliance (Dic. 09)
- Driver (Dic. 09)
- Bridge Odyssey (Dic. 09)
- Avatar di James Cameron (Dic. 09)

#### 2010
- Pocket Chef (Feb. 10)
- GT Racing: Motor Academy (Feb. 10)
- Brothers in Arm 2: Global Front (Feb. 10)
- Gameloft Sports Pack (Mar. 10)
- Tom Clancy's Splinter Cell Conviction (Apr. 10)
- Iron Man 2 (Apr. 10)
- Fishing Kings (Apr. 10)
- Blokus (Apr. 10)
- Zombie Infection (Mag. 10)
- Shrek: E vissero felici e contenti - Il gioco (Mag. 10)
- Prince of Persia - Spirito Guerriero (Giu. 10)
- Gameloft Action Pack (Giu. 10)
- Chuck Norris: Bring on the Pain! (Giu. 10)
- Let's Golf 2 (Lug. 10)
- Hero of Sparta 2 (Lug. 10)
- NFL 2011 (Lug. 10)
- Real Golf 2011 (Set. 10)
- Spider-Man: Total Mayhem (Set. 10)
- Real Football 2011 (Set. 10)
- Gangstar: Miami Vindication (Set. 10)
- Modern Combat 2: Black Pegasus (Ott. 10)
- Star Battalion (Ott. 10)
- Eternal Legacy (Dic. 10)
- Dungeon Hunter 2 (Dic. 10)
- N.O.V.A. 2 (Dic. 10)
- Shadow Guardian (Dic. 10)
- N.O.V.A. 2 - Near Orbit Vanguard Alliance (Dic. 10)
- Eternal Legacy (Dic. 10)
- Dungeon Hunter 2 (Dic. 10)
- Asphalt 6: Adrenaline (Dic. 10)

#### 2011
- Starfront: Collision (Feb. 11)
- Sacred Odyssey: Rise of Ayden (Feb. 11)
- Tom Clancy's Rainbow Six: Shadow Vanguard (Mar. 17)
- Backstab (Giu. 10)

#### 2015
- March of Empires

#### 2016
- Disney Magic Kingdoms

### iPad

#### 2010
- UNO HD (Apr. 10)
- Shrek Kart HD (Apr. 10)
- Real Football 2010 (Apr. 10)
- NFL 2010 HD (Apr. 10)
- N.O.V.A. - Near Orbit Vanguard Alliance HD (Apr. 10)
- Modern Combat: Sandstorm HD (Apr. 10)
- Let's Golf! HD (Apr. 10)
- Iron Man 2 per iPad (Apr. 10)
- Dungeon Hunter HD (Apr. 10)
- Asphalt 5 HD (Apr. 10)
- James Cameron's Avatar per iPad (Mag. 10)
- Hero of Sparta HD (Mag. 10)
- Shrek: E vissero felici e contenti - Il gioco HD (Giu. 10)
- Real Football 2010 (Giu. 10)
- Brothers In Arms 2: Global Front HD (Giu. 10)
- Brain Challenge – L’Allena-Mente HD (Giu. 10)
- Let's Golf! 2 HD (Lug. 10)
- GT Racing: Motor Academy HD (Lug. 10)
- Chess Classics HD (Lug. 10)
- Blokus (Lug. 10)
- Zombie Infection HD (Ago. 10)
- Tom Clancy's Splinter Cell Conviction HD (Ago. 10)
- Real Tennis HD (Ago. 10)
- Fishing Kings HD (Ago. 10)
- The Settlers HD (Set. 10)
- Real Golf 2011 HD (Set. 10)
- Prince of Persia: Spirito guerriero HD (Set. 10)
- Hero of Sparta 2 HD (Set. 10)
- Modern Combat 2: Black Pegasus HD (Ott. 10)
- Gangstar: Miami Vindication (Nov. 10)
- Shadow Guardian HD (Dic. 10)
- N.O.V.A. 2 - Near Orbit Vanguard Alliance (Dic. 10)
- Eternal Legacy HD (Dic. 10)
- Dungeon Hunter 2 HD (Dic. 10)
- Asphalt 6: Adrenaline HD (Dic. 10)

#### 2011
- Sacred Odyssey: Rise of Ayden HD (Feb. 11)

#### 2015
- March of Empires

#### 2016
- Disney Magic Kingdoms

### Android

#### 2010
- Modern Combat: Sandstorm HD (Mag. 10)
- Let's Golf! HD (Mag. 10)
- Hero of Sparta HD (Mag. 10)
- Gangstar: West Coast Hustle HD (Mag. 10)
- Dungeon Hunter HD (Mag. 10)
- Assassin's Creed - Altaïr's Chronicles HD (Mag. 10)
- Asphalt 5 HD (Giu. 10)
- Tom Clancy's Splinter Cell Conviction HD (Dic. 10)
- Spider-Man: Total Mayhem HD (Dic. 10)
- Let's Golf! 2 HD (Dic. 10)
- GT Racing: Motor Academy HD (Dic. 10)
- The Oregon Trail: Avventura nel West HD (Dic. 10)
- Shrek Kart HD (Dic. 10)
- Asphalt 6: Adrenaline HD (Dic. 10)

#### 2011
- Gangstar: Miami Vindication HD (Gen. 11)
- Dungeon Hunter 2 HD (Mar. 11)
- Starfront: Collision HD (Apr. 11)
- N.O.V.A. 2 - Near Orbit Vanguard Alliance HD (Apr. 11)
- Eternal Legacy HD (Apr. 11)
- Shadow Guardian HD (Mag. 11)
- Sacred Odyssey: Rise of Ayden HD (Mag. 11)
- Modern Combat 2: Black Pegasus HD (Mag. 11)
- Asphalt 6: Adrenaline HD (Mag. 11)
- Tom Clancy's Rainbow Six: Shadow Vanguard HD (Giu. 11)
- Tom Clancy's H.A.W.X HD (Giu. 11)
- The Settlers HD (Giu. 11)
- Real Football 2010 HD (Giu. 11)
- N.O.V.A. Near Orbit Vanguard Alliance HD (Giu. 11)
- Fast & Furious 5: il gioco ufficiale HD (Apr. 11)
- James Cameron's Avatar HD (Giu. 11)
- Fishing Kings HD (Giu. 11)
- Order & Chaos Online HD (Lug. 11)
- BackStab HD (Lug. 11)
- UNO HD (Ago. 10)
- Spider-Man: Total Mayhem 3D (Ago. 11)
- N.O.V.A. Near Orbit Vanguard Alliance 3D (Ago. 11)
- Let's Golf! 2 3D (Ago. 11)
- GT Racing: Motor Academy 3D (Ago. 11)
- Assassin's Creed - Altaïr's Chronicles 3D (Ago. 10)
- Asphalt 6: Adrenaline 3D (Ago. 11)
- Shadow Guardian 3D (Set. 11)
- Modern Combat 2: Black Pegasus 3D (Set. 11)
- Eternal Legacy 3D (Set. 11)
- Dungeon Hunter 2 3D (Set. 11)
- GT Racing: Motor Academy Free+ (Ott. 11)
- Tom Clancy's Splinter Cell Conviction 3D HD (Nov. 11)
- Let's Golf! 3 HD (Nov. 11)
- Green Farm HD (Nov. 11)
- Uno™ (Dic. 11)
- Star Battalion 3D (Dic. 11)
- Brothers in Arms® 2: Global Front Free+ HD (Dic. 11)
- BackStab 3D (Dic. 11)
- 9mm HD (Dic. 11)

#### 2012
- The Oregon Trail: Pionieri d’America (Gen. 12)
- The Oregon Trail: Avventura nel West (Gen. 12)
- Order & Chaos Online 3D HD (Gen. 12)
- N.O.V.A. 2 - Near Orbit Vanguard Alliance 3D (Gen. 12)
- Block Breaker 3 Unlimited HD (Gen. 12)
- Real Football 2012 (Feb. 12)
- Gameloft LIVE! (Feb. 12)
- Fantasy Town HD (Feb. 12)
- Brothers In Arms® 2: Global Front HD (Feb. 12)
- Where's Waldo Now?™ (Mar. 12)
- Wally nella macchina del tempo™ HD (Mar. 12)
- Six-Guns HD (Mar. 12)
- Modern Combat 3: Fallen Nation HD (Feb. 12)
- Le avventure di Tintin - Il segreto dell'Unicorno (Mar. 12)
- Dungeon Hunter 3 (Mar. 12)
- Shark Dash HD (Apr. 12)
- L'era glaciale - Il villaggio HD (Apr. 12)
- Block Breaker 3 Free+ (Apr. 12)
- N.O.V.A. 3 - Near Orbit Vanguard Alliance HD (Mag. 12)
- Men in Black 3 HD (Mag. 12)
- Gangstar Rio: City of Saints HD (Mag. 12)
- Fashion Icon (Mag. 12)
- Gang Domination HD (Giu. 12)
- The Amazing Spider-Man HD (Lug. 12)
- Il cavaliere oscuro - Il ritorno HD (Lug. 12)
- Shark Dash Gratis (Ago. 12)
- Monster Life HD (Ago. 12)
- Cosmic Colony HD (Ago. 12)
- Asphalt 7: Heat HD (Ago. 12)
- NFL Pro 2013 (Set. 12)
- Real Football 2013 HD (Ott. 12)
- Zombiewood (Nov. 12)
- World at Arms HD (Nov. 12)
- Wonder Zoo - Animal Rescue! HD (Nov. 12)
- Wild Blood HD (Nov. 12)
- Littlest Pet Shop HD (Nov. 12)
- Heroes of Order & Chaos HD (Nov. 12)
- PLAYMOBIL Pirati HD (Dic. 12)
- Modern Combat 4: Zero Hour HD (Nov. 12)
- My Little Pony - L’amicizia è magica HD (Dic. 12)

#### 2013
- Iron Man 3 - Il gioco ufficiale HD (Apr. 13)
- UNO™ & Friends HD (Mag. 13)
- Dungeon Hunter 4 HD (Mag. 13)
- Blitz Brigade (Mag. 13)
- Total Conquest HD (Giu. 13)
- Gangstar Vegas HD (Giu. 13)
- EPIC Il Mondo Segreto HD (Giu. 13)
- Cattivissimo me: Minion Rush HD (Giu. 13)
- Asphalt 8: Airborne HD (Lug. 13)
- GT Racing 2: The Real Car Experience HD (Dic. 13)
- Captain America: The Winter Soldier - Il Gioco Ufficiale HD (Dic. 13)

#### 2014
- Modern Combat 5: Blackout HD (Lug. 14)
- L'era glaciale - Le avventure HD (Ago. 14)
- Spider-Man Unlimited HD (Set. 14)

#### 2015
- March of Empires

#### 2016
- Disney Magic Kingdoms

#### 2018
- Asphalt 9: Legends

2022
Asphalt Nitro 2
2023
- Disney Dreamlight Valley

2024
- Asphalt Legend Unite

### Palm Pre

#### 2009
- Real Tennis (Feb. 09)

#### 2010
- The Oregon Trail: Avventura nel West (Gen. 10)
- NFL 2010 (Gen. 10)
- Let's Golf! (Gen. 10)
- Brain Challenge – L’Allena-Mente (Gen. 10)
- Assassin's Creed 2: Discovery (Gen. 10)
- Asphalt 5 (Gen. 10)
- Gangstar: West Coast Hustle (Feb. 10)
- Earthworm Jim (Feb. 10)
- Brothers in Arms: Hour of Heroes (Feb. 10)
- UNO (Mar. 10)
- Shrek Kart (Mar. 10)
- James Cameron's Avatar (Mar. 10)
- Hero of Sparta (Mar. 10)
- Dungeon Hunter (Mar. 10)
- Castle Of Magic (Mar. 10)
- Modern Combat: Sandstorm (Apr. 10)
- Tom Clancy's H.A.W.X HD (Giu. 10)
- The Settlers (Giu. 10)
- Skater Nation (Giu. 10)
- N.O.V.A. - Near Orbit Vanguard Alliance (Giu. 10)
- Blades of Fury (Giu. 10)
- Brothers in Arms 2: Global Front (Lug. 10)

### Nintendo DSi

#### 2008
- Real Football 2009 (Lug. 08)

#### 2009
- Pop Superstar: diventa una Stella! (Mag. 09)
- Asphalt 4: Elite Racing (Giu. 09)
- Guitar Rock Tour (Lug. 09)
- Brain Challenge – L’Allena-Mente (Lug. 09)
- UNO (Nov. 09)
- Castle of Magic (Nov. 09)
- Me And My Dogs (Dic. 09)

#### 2010
- Let's Golf (Feb. 10)
- Legends of Exidia (Feb. 10)
- Zoo Frenzy (Mar. 10)
- Gangstar 2: Kings of L.A. (Apr. 10)
- Miami Nights: vivi da star! (Mag. 10)
- Hero of Sparta (Mag. 10)
- Soul of Darkness (Lug. 10)
- Earthworm Jim (Lug. 10)
- Crystal Monsters (Lug. 10)
- Coppia o Scoppia (Lug. 10)

### Nintendo Wii

#### 2008
- TV Show King (Mag. 08)
- Block Breaker Deluxe  (Mag. 08)
- Wild West Guns (Ago. 08)
- Midnight Billiard (Ago. 08)
- Midnight Bowling (Set. 08)
- Brain Challenge – L’Allena-Mente (Ott. 08)

#### 2009
- Texas Hold'Em Poker (Ago. 09)
- Fantasma Party (Ott. 09)
- UNO (Nov. 09)
- Sexy Poker 2009 (Nov. 09)

#### 2010
- TV Show King 2 (Gen. 10)

### PlayStation 3

#### 2008
- Brain Challenge L'Allena-Mente (Nov. 08)

#### 2009
- Tank Battles (Ago. 09)
- TV SHOW KING (Ago. 09)
- UNO (Set. 09)

#### 2010
- Earthworm Jim HD (Lug. 10)
- Blokus (Dic. 10)

#### 2011
- Modern Combat: Domination (Gen. 11)

### PSP

#### 2008
- Brain Challenge L'Allena-Mente (Dic. 09)

#### 2009
- Hero of Sparta (Ott. 09)
- Let's Golf! (Nov. 09)

#### 2010
- UNO (Mar. 10)

#### 2011
- N.O.V.A. Near Orbit Vanguard Alliance (Gen. 10)

### Xbox 360

#### 2008
- Brain Challenge –L’Allena-Mente (Mar. 08)
- Earthworm Jim HD (Lug. 10)

#### 2010
- Earthworm Jim HD (Lug. 10)

### PlayStation 5

#### 2023
- Disney Dreamlight Valley

#### 2024
- Asphalt Legend Unite

### Nintendo Switch

#### 2022
- The Oregon Trail remake[3]

#### 2023
- Disney Dremlight Valley

#### 2024
- Asphalt Legend Unite